# Цыпово
Цыпово  также Цыпова (рум. Țipova) — село в Резинском районе Молдавии. Наряду с сёлами Лалово и Нистрень входит в состав коммуны Лалово.

## География
Село расположено на высоте 164 метра над уровнем моря.

## Население
По данным переписи населения 2004 года, в селе Цыпово проживает 314 человек (164 мужчины, 150 женщин).
Этнический состав села:
| Национальность | Число жителей | Процентный состав |
| -------------- | ------------- | ----------------- |
| молдаване      | 306           | 97,45             |
| румыны         | 3             | 0,96              |
| русские        | 2             | 0,64              |
| гагаузы        | 2             | 0,64              |
| прочие         | 1             | 0,32              |
| Всего          | 314           | 100%              |

## Достопримечательности

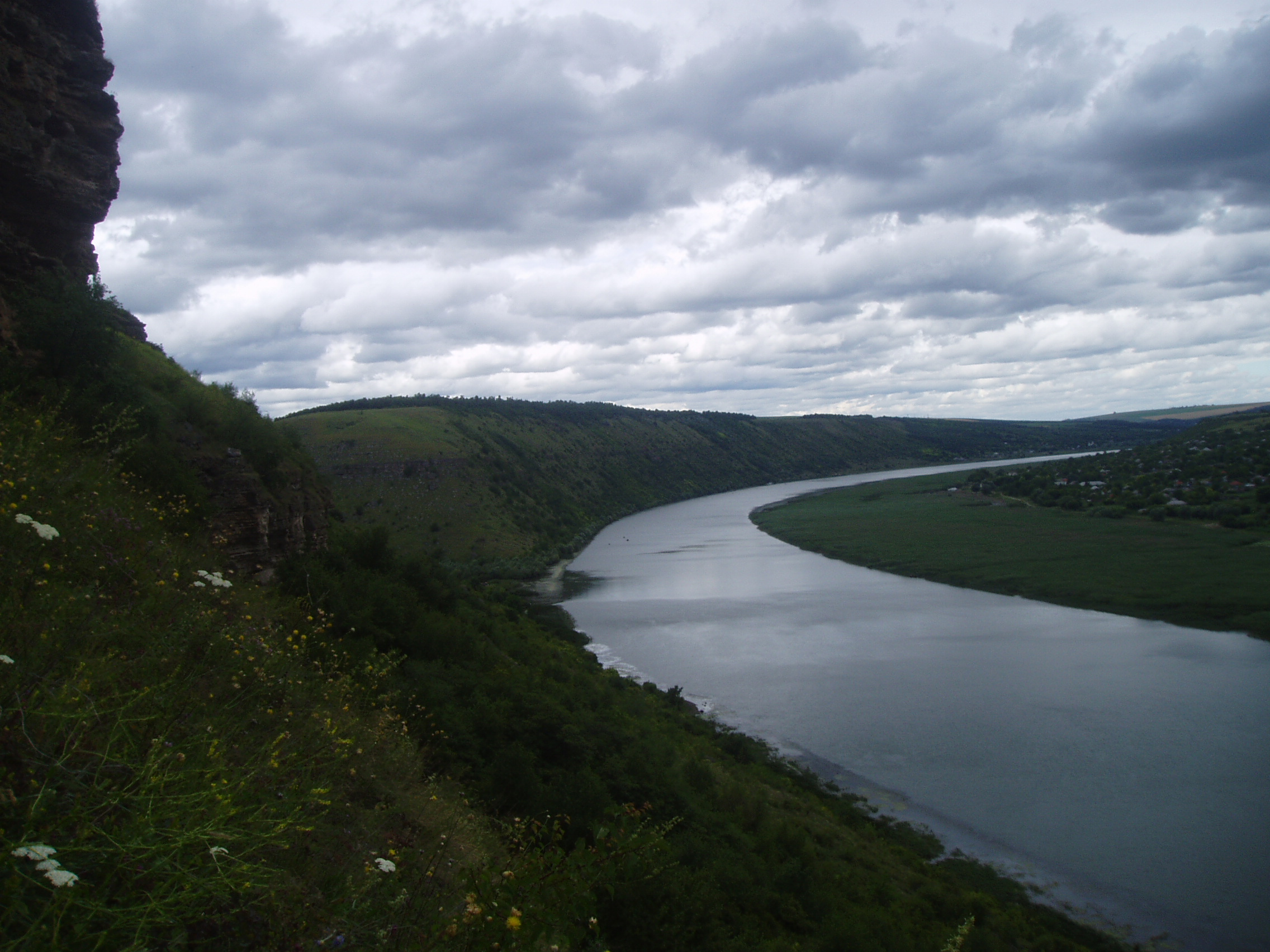
Днестр возле села Цыпово

На берегу Днестра возле села находится Городищенский Успенский скальный монастырь, основанный в VI веке. Здесь в XV веке господарь Стефан III Великий (Ştefan cel Mare) венчался со своей женой Марией Войкицей.
С 1776 года начинается период расцвета и расширения монастыря. Скальная церковь была разделена на большие помещения, отделяемые друг от друга массивными колоннами.
В начале советского периода монастырь был закрыт. В 1974 году руины скального монастыря были взяты под охрану государства, а в 1994 году здесь возобновились церковные богослужения.
В настоящее время монастырь открыт для посещений ежедневно. В 2012 году проведена реставрация монастыря.
Существует легенда, согласно которой в скалах возле Цыпово прожил свои последние годы мифологический поэт Орфей.
Недалеко от села находится ущелье пейзажного заповедника «Ципова», где в IV—III вв. до н. э. была земляная крепость гетов. Её башни на мысе сохранились до наших дней.